# Turnabout Glacier
Der Turnabout Glacier (englisch für Umkehrgletscher) ist ein Gletscher im ostantarktischen Viktorialand. In den Quartermain Mountains belegt er südlich des Finger Mountain die östliche Hälfte des ansonsten eisfreien Turnabout Valley.
Das Advisory Committee on Antarctic Names benannte ihn 1992 nach dem gleichnamigen Tal.